# دیگو سوانه (بازیکن فوتبال اسپانیایی)
دیگو سوانه (انگلیسی: Diego Seoane؛ زادهٔ ۲۶ آوریل ۱۹۸۸) بازیکن فوتبال اهل اسپانیا است.
از باشگاه‌هایی که در آن بازی کرده‌است می‌توان به باشگاه فوتبال کوردوبا، باشگاه فوتبال لوگو، باشگاه فوتبال پومفرادینا، و باشگاه فوتبال دپورتیوو لاکرونیا اشاره کرد.